# Chocolate Starfish and the Hot Dog Flavored Water
| 전문가 평가                    | 전문가 평가 |
| 총 점수                        | 총 점수     |
| 출처                           | 점수        |
| ------------------------------ | ----------- |
| 메타크리틱                     | 49/100      |
| 평가 점수                      |             |
| 출처                           | 점수        |
| AllMusic                       | [ 2 ]       |
| Entertainment Weekly           | C           |
| The Essential Rock Discography | 7/10        |
| Melody Maker                   | [ 5 ]       |
| NME                            | 6/10        |
| Q                              | [ 7 ]       |
| Robert Christgau               | [ 8 ]       |
| Rolling Stone                  | [ 9 ]       |
| The Rolling Stone Album Guide  | [ 10 ]      |
| Spin                           | 7/10        |

《Chocolate Starfish and the Hot Dog Flavored Water》는 2000년 10월 17일, 플립 레코드와 인터스코프 레코드에서 발매한 미국의 누 메탈 밴드 림프 비즈킷의 세 번째 스튜디오 음반이다.

## 제목
제목의 첫 부분은 인간의 항문에 대한 속어이다. 《Chocolate Starfish and the Hot Dog Flavored Water》은 밴드가 투어 중이던 트럭 정류장에서 웨스 볼랜드가 시작한 농담으로, 볼랜드는 크리스탈 가이저 맛 물 병을 보고 고기나 핫도그 맛을 먹는 것에 대해 농담을 했다.
이 음반의 오랜 작업 타이틀은 〈Limpdependence Day〉였지만, 밴드가 원래 의도했던 발매일인 7월 4일의 마감일을 지키지 못하자 포기되었다.

## 상업적 성과
《Chocolate Starfish and the Hot Dog Flavored Water》는 1991년 닐슨 사운드스캔이 음반 판매량을 추적하기 시작한 이래 미국에서 가장 큰 록 음반 판매 데뷔 첫날 40만장이 판매되는 등 발매 첫 주에 105만장이 팔리며, 빌보드 200에서 1위로 데뷔했다. 발매 2주차 음반은 39만2000장이 팔려, 빌보드 200에서 1위를 지켰다. 이 음반은 또한 캐나다 음반 차트 1위에 올랐다. 이 음반은 발매일로부터 2개월 후 미국 음반 산업 협회로부터 4배 플래티넘 인증을 받았고, 발매일로부터 거의 7개월 후 미국 음반 산업 협회로부터 5배 플래티넘 인증을 받았다. 2002년 4월, 이 음반은 미국 음반 산업 협회로부터 6배 플래티넘 인증을 받았다. 또한 2001년 10월 뮤직 캐나다로부터 6배 플래티넘 인증을 받았다.

## 곡 목록
작사는 모두 특별한 언급이 없는 한 프레드 더스트가 맡았고, 작곡은 모두 특별한 언급이 없는 한 웨스 볼랜드, 존 오토 그리고 샘 리버스가 맡았다.
| #   | 제목                                                                | 작사                           | 작곡        | 재생 시간 |
| --- | ------------------------------------------------------------------- | ------------------------------ | ----------- | --------- |
| 1.  | 〈Intro〉                                                           |                                |             | 1:18      |
| 2.  | 〈Hot Dog〉                                                         |                                |             | 3:51      |
| 3.  | 〈My Generation〉                                                   |                                |             | 3:43      |
| 4.  | 〈Full Nelson〉                                                     |                                |             | 4:08      |
| 5.  | 〈My Way〉                                                          |                                |             | 4:32      |
| 6.  | 〈Rollin' (Air Raid Vehicle)〉                                      |                                |             | 3:34      |
| 7.  | 〈Livin' It Up〉                                                    |                                |             | 4:24      |
| 8.  | 〈The One〉 - 〈Want You to Stay〉                                  |                                |             | 5:44      |
| 9.  | 〈Getcha Groove On〉 (Feat. 엑스지빗)                               | 더스트, 엑스지빗               | DJ 리설     | 4:19      |
| 10. | 〈Take a Look Around〉                                              |                                | 랄로 시프린 | 5:22      |
| 11. | 〈It'll Be OK〉                                                     |                                |             | 5:07      |
| 12. | 〈Boiler〉 (Feat. 스콧 와일랜드)                                    | 더스트, 스콧 와일랜드          |             | 5:48      |
| 13. | 〈Rollin' (Urban Assault Vehicle)〉 (Feat. DMX, 메소드 맨 & 레드맨) | DMX, 더스트, 메소드 맨, 레드맨 | 스위즈 비츠 | 6:22      |
| 14. | 〈Outro〉                                                           |                                |             | 9:50      |

## 인증
| 국가                                                                                         | 인증          | 판매량/출하량 |
| -------------------------------------------------------------------------------------------- | ------------- | ------------- |
| 아르헨티나 (CAPIF)                                                                           | 골드          | 30,000^       |
| 오스트레일리아 (ARIA)                                                                        | 5× 플래티넘   | 350,000^      |
| 오스트리아 (IFPI 오스트리아)                                                                 | 플래티넘      | 50,000*       |
| 벨기에 (BEA)                                                                                 | 플래티넘      | 50,000*       |
| 브라질 (Pro-Música Brasil)                                                                   | 골드          | 100,000*      |
| 캐나다 (뮤직 캐나다)                                                                         | 6× 플래티넘   | 600,000^      |
| 덴마크 (IFPI Danmark)                                                                        | 골드          | 25,000^       |
| 핀란드 (Musiikkituottajat)                                                                   | 플래티넘      | 52,202        |
| 프랑스 (SNEP)                                                                                | 골드          | 100,000*      |
| 독일 (BVMI)                                                                                  | 골드          | 150,000^      |
| 헝가리 (MAHASZ)                                                                              | 골드          |               |
| 일본 (RIAJ)                                                                                  | 플래티넘      | 200,000^      |
| 멕시코 (AMPROFON)                                                                            | 플래티넘+골드 | 225,000^      |
| 네덜란드 (NVPI)                                                                              | 플래티넘      | 80,000^       |
| 뉴질랜드 (RMNZ)                                                                              | 5× 플래티넘   | 75,000^       |
| 폴란드 (ZPAV)                                                                                | 골드          | 50,000*       |
| 스페인 (PROMUSICAE)                                                                          | 골드          | 50,000^       |
| 스웨덴 (GLF)                                                                                 | 골드          | 40,000^       |
| 스위스 (IFPI 스위스)                                                                         | 플래티넘      | 50,000^       |
| 영국 (BPI)                                                                                   | 3× 플래티넘   | 900,000       |
| 미국 (RIAA)                                                                                  | 6× 플래티넘   | 6,000,000^    |
| 우루과이 (CUD)                                                                               | 골드          | 3,000         |
| 요약                                                                                         |               |               |
| 유럽 (IFPI)                                                                                  | 2× 플래티넘   | 2,000,000*    |
| *판매량을 기반으로 한 인증 · ^출하량을 기반으로 한 인증 · 판매량+스트리밍을 기반으로 한 인증 |               |               |